# Vall de Llauset
La vall de Llauset és una depressió pirinenca allargada de la superfície terrestre recorreguda pel riu Llauset, situada a la Ribagorça aragonesa, al sud de la vall de Barravés dins el municipi de Montanui.
Es va formar a la zona meridional del massís de la Maladeta.
El riu Llauset desemboca a la Noguera Ribagorçana, serveix per a buidar l'estany de cap de Llauset i sustenta l'estany de Botornàs i l'estany de Llauset d'origen glacial, situat a 2200 metres sobre el nivell de la mar, que és el més gran de la vall de Llauset. Aquest estany ha esdevingut en un embassament aprofitat per a la producció hidroelèctrica.

## Llocs d'interès
- Pic de Vallibierna
- Estanys d'Anglos

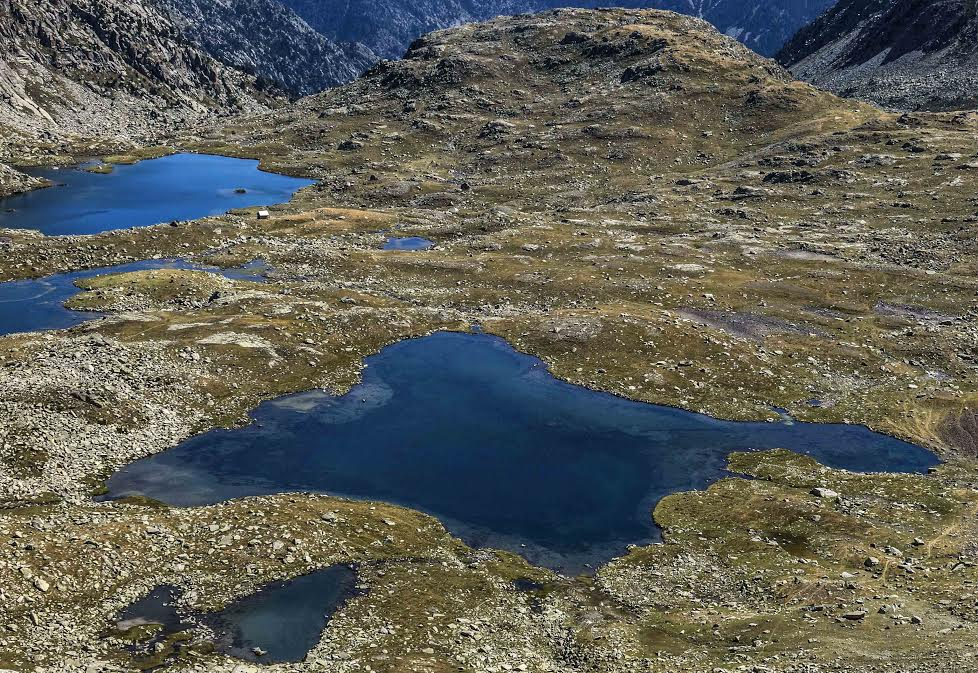
Estanys d'Anglos, situats al nor-oest de la collada d'Anglos.
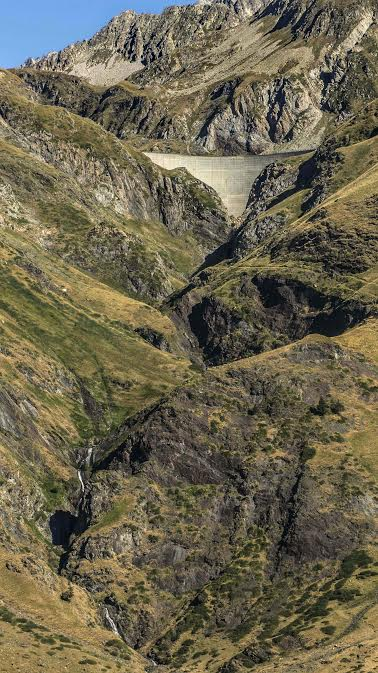
Presa i riu de Llauset
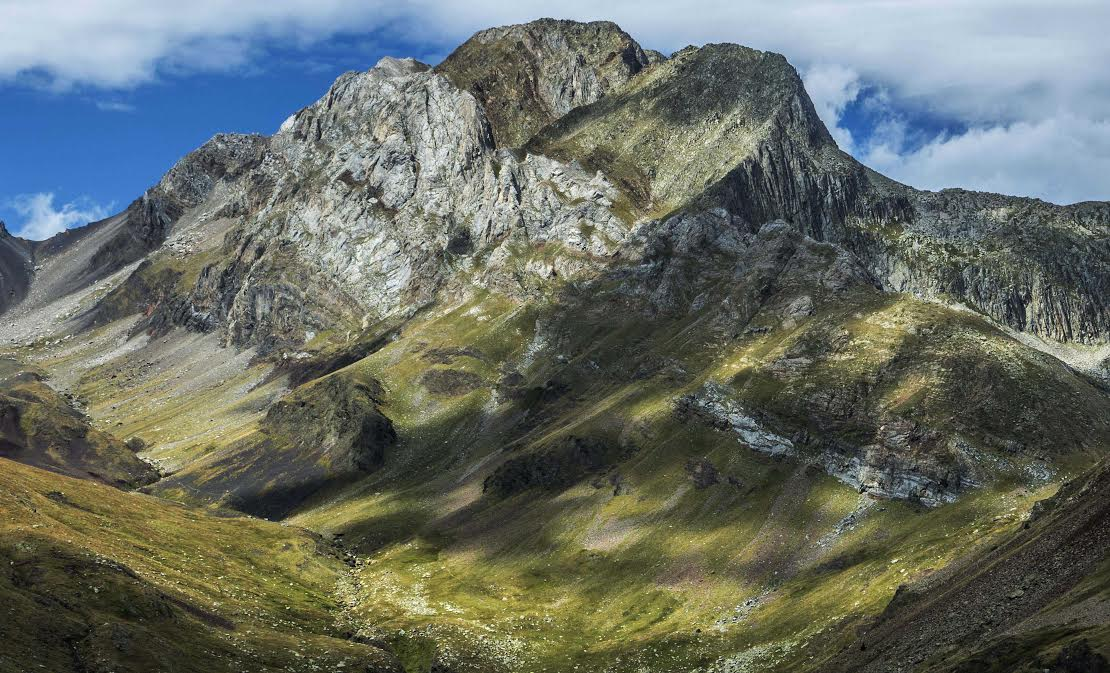
Pic de Vallibierna